# Katy Dunne
Katy Dunne (Hemel Hempstead, 16 febbraio 1995) è una tennista britannica.

## Biografia
Vincitrice di 9 titoli nel singolare e 8 titoli nel doppio nel circuito ITF, il 28 maggio 2018 ha raggiunto la sua migliore posizione nel singolare WTA piazzandosi 212º. Il 23 luglio 2018 ha raggiunto il miglior piazzamento mondiale nel doppio alla posizione nº 135.
Katy ha debuttato nel tabellone principale in un torneo WTA all'Aegon Classic 2014. Dopo aver sconfitto nelle qualificazioni le teste di serie nr 10 e 2, rispettivamente Alizé Lim e Tímea Babos, si è trovata al primo turno a confronto con la numero 44 Camila Giorgi, ma è stata costretta al ritiro per un infortunio all'anca dopo soli 3 game del terzo set.
Katy ha ricevuto successivamente una wild card per competere al torneo di Wimbledon qualificandosi per il terzo anno consecutivo, ma ha poi perso al primo turno in set secchi da Tamira Paszek.

## Statistiche ITF

### Singolare

#### Vittorie (9)
| Torneo $100.000 (0) |
| Torneo $80.000 (0)  |
| Torneo $75.000 (0)  |
| Torneo $60.000 (1)  |
| Torneo $50.000 (0)  |
| Torneo $40.000 (0)  |
| Torneo $25.000 (1)  |
| Torneo $15.000 (4)  |
| Torneo $10.000 (3)  |

| N. | Data             | Torneo                                                      | Superficie  | Avversaria in finale       | Punteggio     |
| 1. | 1º dicembre 2013 | Rethymno Women's Futures, Retimo                            | Cemento     | Lisanne van Riet           | 6–3, 6–4      |
| 2. | 15 dicembre 2013 | Jolie Ville Golf Women's, Sharm el-Sheikh                   | Cemento     | Klaartje Liebens           | 6–3, 6-0      |
| 3. | 20 luglio 2014   | Internazionali di Imola, Imola                              | Sintetico   | Deniz Khazaniuk            | 6-1, 6-3      |
| 4. | 16 agosto 2015   | AEGON Pro Series Chiswick, Chiswick                         | Cemento     | Emily Arbuthnott           | 6-3, 6-3      |
| 5. | 9 settembre 2017 | Women's Circuit GS Yuasa Open, Kyoto                        | Cemento (i) | Michika Ozeki              | 6–2, 7–6(2)   |
| 6. | 6 maggio 2019    | Torneig Internacional Els Gorchs, Les Franqueses del Vallès | Cemento     | Paula Badosa Gibert        | 7-5, 6-3      |
| 7. | 11 dicembre 2022 | Sharm ElSheikh Egypt Women's Future, Sharm el-Sheikh        | Cemento     | Lamis Alhussein Abdel Aziz | 6-2, 6-2      |
| 8. | 18 dicembre 2022 | Sharm ElSheikh Egypt Women's Future, Sharm el-Sheikh        | Cemento     | Nahia Berecoechea          | 6-3, 6-2      |
| 9. | 5 agosto 2023    | GB Pro Series Foxhills, Ottershaw                           | Cemento     | Talia Gibson               | 6-4, 3-6, 6-4 |

#### Sconfitte (6)
| Torneo $100.000 (0) |
| Torneo $80.000 (0)  |
| Torneo $75.000 (0)  |
| Torneo $60.000 (0)  |
| Torneo $50.000 (0)  |
| Torneo $40.000 (0)  |
| Torneo $25.000 (5)  |
| Torneo $15.000 (1)  |
| Torneo $10.000 (0)  |

| N. | Data             | Torneo                                     | Superficie | Avversaria in finale    | Punteggio |
| 1. | 27 dicembre 2014 | LIC ITF Women's Tennis Championships, Pune | Cemento    | Ankita Raina            | 2-6, 2-6  |
| 2. | 24 agosto 2015   | AEGON Pro Series Foxhills, Woking          | Cemento    | Viktorija Golubic       | 4-6, 4-6  |
| 3. | 9 ottobre 2016   | Toowoomba Tennis International, Toowoomba  | Cemento    | Dalma Gálfi             | 2-6, 4-6  |
| 4. | 16 dicembre 2017 | LIC ITF Women's Tennis Championships, Pune | Cemento    | Georgina García Pérez   | 4-6, 5-7  |
| 5. | 18 febbraio 2018 | Perth Tennis International, Perth          | Cemento    | Irina Chromačëva        | 2-6, 3-6  |
| 6. | 25 maggio 2025   | Magic Hotel Tours by FTT, Monastir         | Cemento    | Ekaterina Chajrutdinova | 1-6, 2-6  |

### Doppio

#### Vittorie (8)
| Torneo $100.000 (0) |
| Torneo $80.000 (0)  |
| Torneo $75.000 (0)  |
| Torneo $60.000 (1)  |
| Torneo $50.000 (0)  |
| Torneo $40.000 (0)  |
| Torneo $25.000 (1)  |
| Torneo $15.000 (1)  |
| Torneo $10.000 (5)  |

| N. | Data             | Torneo                                                   | Superficie | Compagna         | Avversarie in finale                  | Punteggio           |
| 1. | 1º dicembre 2013 | Rethymno Women's Futures, Retimo                         | Cemento    | Sarah Beth Askew | Margarita Lazareva Lisanne van Riet   | 2–6, 6–4, [10–5]    |
| 2. | 8 dicembre 2013  | Jolie Ville Golf Women's, Sharm el-Sheikh                | Cemento    | Harriet Dart     | Csilla Borsányi Aminat Kushkhova      | 0–6, 6–4, [10–4]    |
| 3. | 20 aprile 2014   | Jolie Ville Golf Women's, Sharm el-Sheikh                | Cemento    | Anna Morgina     | Dong Xiaorong Pia König               | 7-5, 7-6(5)         |
| 4. | 27 aprile 2014   | Jolie Ville Golf Women's, Sharm el-Sheikh                | Cemento    | Harriet Dart     | Yuka Mori Eden Silva                  | 6-4, 6-4            |
| 5. | 20 luglio 2014   | Internazionali di Imola, Imola                           | Sintetico  | Katie Boulter    | Anna-Giulia Remondina Lisa Sabino     | 6-2, 5-7, [11-9]    |
| 6. | 16 agosto 2015   | AEGON Pro Series Chiswick, Chiswick                      | Cemento    | Harriet Dart     | Emily Arbuthnott Freya Christie       | 6-2, 6-2            |
| 7. | 20 maggio 2017   | Kurume Best Amenity International Women's Tennis, Kurume | Sintetico  | Tammi Patterson  | Erina Hayashi Robu Kajitani           | 6(3)–7, 6–2, [10–4] |
| 8. | 9 marzo 2018     | Mildura Grand Tennis International, Mildura              | Erba       | Gabriella Taylor | Alexandra Bozovic Olivia Tjandramulia | 5-7, 7-6(4), [10-5] |

#### Sconfitte (9)
| Torneo $100.000 (0) |
| Torneo $80.000 (1)  |
| Torneo $75.000 (0)  |
| Torneo $60.000 (1)  |
| Torneo $50.000 (0)  |
| Torneo $40.000 (0)  |
| Torneo $25.000 (5)  |
| Torneo $15.000 (0)  |
| Torneo $10.000 (2)  |

| N. | Data             | Torneo                                                   | Superficie  | Compagna            | Avversarie in finale                | Punteggio   |
| 1. | 14 dicembre 2013 | Jolie Ville Golf Women's, Sharm el-Sheikh                | Cemento     | Harriet Dart        | Kim Hae-sung Kim Ju-eun             | 6(6)–7, 4–6 |
| 2. | 12 aprile 2014   | AEGON Pro Series Gloucester, Gloucester                  | Cemento (i) | Sarah Beth Askew    | Lucy Brown Hilda Melander           | 5-7, 3-6    |
| 3. | 29 agosto 2015   | AEGON Pro Series Foxhills, Woking                        | Cemento     | Harriet Dart        | Claudia Giovine Despina Papamichail | 2–6, 1–6    |
| 4. | 16 dicembre 2016 | NECC ITF International Women's Tournament, Pune          | Cemento     | Kamonwan Buayam     | Beatrice Gumulya Ana Veselinović    | 4-6, 3-6    |
| 5. | 6 maggio 2017    | Kangaroo Cup, Gifu                                       | Cemento     | Julia Glushko       | Eri Hozumi Miyu Katō                | 4-6, 2-6    |
| 6. | 12 agosto 2017   | AEGON GB Pro-Series Chiswick, Chiswick                   | Cemento     | Elica Kostova       | Laura-Ioana Andrei Julia Wachaczyk  | 5–7, 5–7    |
| 7. | 20 maggio 2018   | Kurume Best Amenity International Women's Tennis, Kurume | Sintetico   | Abigail Tere-Apisah | Naomi Broady Asia Muhammad          | 2-6, 4-6    |
| 8. | 2 dicembre 2023  | Kaeline WTT Pro Series Limassol, Limassol                | Cemento     | Leonie Küng         | Anastasija Gur'eva Polina Iatcenko  | w/o         |
| 9. | 27 gennaio 2024  | Magic Hotel Tours, Monastir                              | Cemento     | Madeleine Brooks    | Katarína Kužmová Nina Vargová       | 4-6, 3-6    |